# Route nationale 94 (Francia)

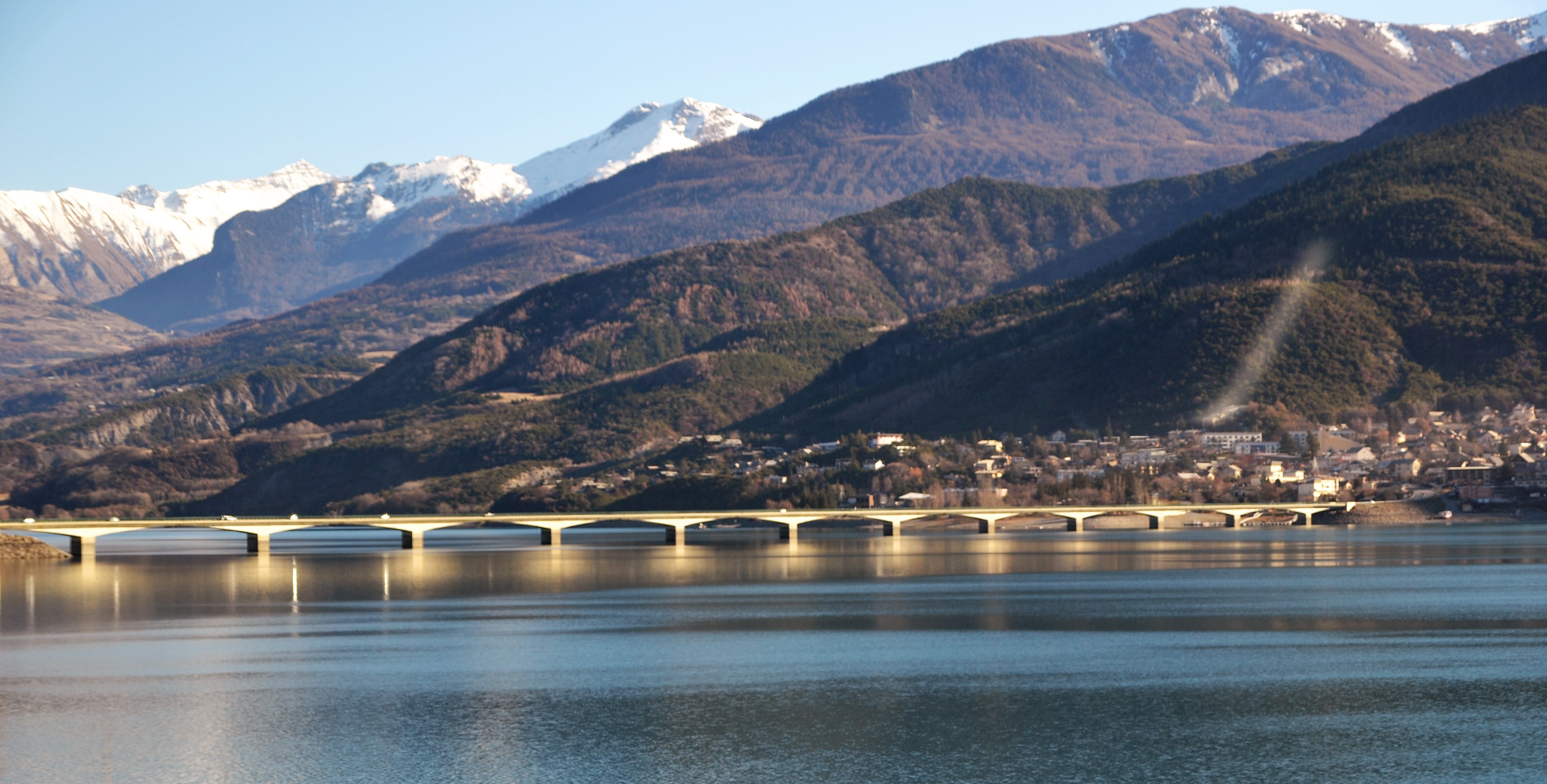
La N 94 nei pressi di Savines-le-Lac

La Route nationale 94, abbreviata in RN 94 o, più semplicemente, in N 94, è una strada nazionale francese che unisce Gap alla frontiera italiana del Monginevro, dove si ricollega alla SS 24. Con i suoi 100 km del tracciato attuale, rappresenta un asse di comunicazione vitale per l'alta valle della Durenza. Fino al 1973 la N 94 iniziava a Pont-Saint-Esprit (nel dipartimento del Gard) per cui il tracciato originario della strada nazionale misurava 252 km. A partire dal 1973 il tratto da Pont-Saint-Esprit a Gap è stato declassato a strada dipartimentale diventando di competenza dei vari dipartimenti ed assumendo la denominazione di D 994 nel Gard, Vaucluse e Alte Alpi e D 94 nel Drôme.